# Diferenciació planetària

Les capes de la Terra, un cos planetari diferenciat

En ciència planetària, la diferenciació planetària és el procés de separació dels diferents constituents d'un cos planetari a conseqüència del seu comportament físic o químic, en el qual el cos es desenvolupa en capes diferents de composició; els materials més densos d'un planeta s'enfonsen fins al centre, mentre que els materials menys densos pugen a la superfície. Aquest procés tendeix a crear un nucli i un mantell. De vegades, amb formes diferents químicament d'escorça a la part superior del mantell. El procés de diferenciació planetària s'ha produït en els planetes, planetes nans, l'asteroide 4 Vesta, i els satèl·lits naturals (com la Lluna).

## Escalfament
Quan el Sol va encendre la nebulosa solar, hidrogen, heli i altres materials volàtils es van evaporar en el volum al voltant. El vent solar i la pressió de radiació van forçar aquests materials de baixa densitat de distància des del Sol. Les roques i els elements que els comprenen, van ser despullades de les seves primeres atmosferes, però es van mantenir, en acumular-se en protoplanetes.
Els protoplanetes tenien majors concentracions d'elements radioactius al principi de la seva història, la quantitat de la qual s'ha reduït amb el temps a causa del deteriorament radioactiu. L'escalfament, a causa de la radioactivitat, els impactes i parts d'altres protoplanetes, van créixer per esdevenir finalment planetes. A les zones foses, va ser possible per als materials més densos s'enfonsin cap al centre, mentre que els materials més lleugers es van elevar a la superfície. Les composicions d'alguns meteorits (acondrita) mostren que la diferenciació també es va dur a terme en alguns asteroides (p.e.: Vesta), que són cossos parentals dels meteoroides. L'isòtop radioactiu de curta vida 26Al va ser probablement la principal font de calor.
Quan els protoplanetes van acrear més material, l'energia en l'impacte provoca un escalfament local. A més d'aquest escalfament temporal, la força gravitacional en un cos prou gran crea pressions i temperatures que són suficients per fondre alguns dels materials. Això permet reaccions químiques i diferències de densitat per barrejar i separar materials, i fer que els materials tous s'estenguin sobre la superfície.
A la Terra, un tros gran de ferro fos és prou més dens que el material de l'escorça continental per forçar el seu camí a través de l'escorça al mantell. En el sistema solar exterior un procés similar pot tenir lloc però amb materials més lleugers: pot ser amb hidrocarburs com el metà, aigua com a líquid o gel, o diòxid de carboni congelat.

## Teories de la formació del nucli
- Catàstrofe del ferro
- Model de pluja de sortida